# Diváky
Diváky település Csehországban, Břeclavi járásban. Diváky Klobouky u Brna, Boleradice, Kurdějov, Nikolčice és Šitbořice településekkel határos. Lakosainak száma 513 fő (2024. január 1.).

## Népesség
A település lakosságának változását az alábbi diagram mutatja:
| Lakosok száma | 792  | 791  | 779  | 689  | 529  | 470  | 513  | 519  | 501  | 513  |
|               | 1869 | 1890 | 1921 | 1950 | 1980 | 2001 | 2017 | 2019 | 2022 | 2024 |